# Ragasztó

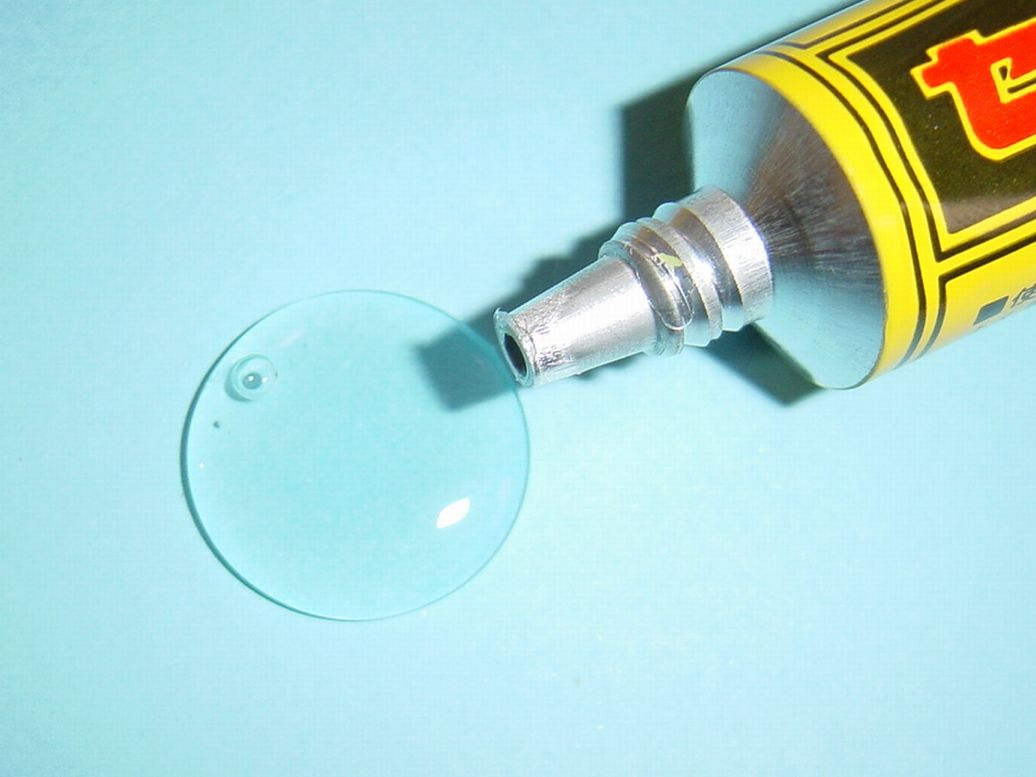
Tubusból adagolt nitro-cellulóz ragasztó

A ragasztó olyan anyag, amelyet ragasztásra használnak, vagyis arra, hogy szilárd testek között tartós kötést hozzon létre anélkül, hogy az összekötött anyagok szerkezeti felépítése vagy eredeti tulajdonságai lényegesen megváltoznának. A ragasztót a leggyakrabban folyékony állapotban (például kolloid oldat vagy ömledék formájában) viszik fel a felületekre, majd az összeillesztés után megkeményedik. Alapvető fontosságú, hogy a ragasztóanyag folyékony állapotában nedvesítse a ragasztandó felületet, tapadjon rá. A ragasztás a ragasztó és a ragasztandó tárgy közötti adhézión, másrészt a ragasztó molekulái közötti kohéziós erőn alapul. A ragasztó kötése, kikeményedése során a kialakult kölcsönhatások fixálódnak, létrejön a szilárd kötés. 
Ha az anyagok összekötése három dimenzióban történik (pl. rétegelt lemez), ragasztó helyett kötőanyagról beszélünk. Tágabb értelemben a kittek, tapaszok is a ragasztók körébe sorolhatók.

## A ragasztók csoportosítása

### Fizikai úton és kémiai reakcióval kötő ragasztók
A ragasztók megszilárdulását fizikai, vagy kémiai folyamat eredményezheti.
A fizikai úton kötő ragasztók közé tartoznak a melegen ömlesztett, majd a ragasztási felületen kihűlve megszilárduló anyagok, mint a méhviasz, a bitumen, az üvegömledék-ragasztók, vagy a szintetikus ömledékragasztók. Ide sorolhatók azok a ragasztóanyagok is, melyek kötését folyékony oldószerük eltávozása eredményezi, például a kaucsukragasztók vagy a glutinenyv. A plastisolokat hidegen, pasztaszerű állapotban viszik fel a felületre, és hő hatására keményednek meg.
A kémiai reakcióval keményedő ragasztók kis molekulájú vegyületekből állnak, amik a kötés során a ragasztórétegben nagy molekulájú vegyületekké alakulnak, vagyis térhálósodás útján szilárdulnak meg. Ez a folyamat lehet polikondenzáció, poliaddíció vagy polimerizáció. 
Polikondenzációs ragasztók például a poliészterragasztók és a szilikonragasztók, poliaddíciós ragasztó az epoxiragasztó, polimerizációs ragasztó a fehér enyv (polivinil-acetát) illetve a pillanatragasztó.

### Természetes eredetű és szintetikus ragasztók
A ragasztók egy része természetes eredetű, ezek használata gyakran több évezredes múltra tekint vissza. A modern vegyipar által előállított szintetikus ragasztók a 20. század közepétől kezdték felváltani ezeket a hagyományos ragasztókat.
A természetes eredetű ragasztók készülhetnek növényi, állati vagy ásványi alapanyagból.
Növényi eredetűek a cellulóz-észterek, cellulóz-éterek, a keményítőből készült csiriz, a kaucsukragasztó. 
Állati eredetűek az enyvek és a méhviasz. 
Ásványi eredetűek a bitumen, az üveg, a kerámiaragasztó.
A szintetikus ragasztók fő típusai a fenoplasztok, az aminoplasztok (pl. a karbamid–formaldehid-gyanta), a poliamid ömledékragasztók, a poliuretán oldatok, az epoxigyanták (pl. a két komponensű epoxiragasztó), a poliakrilátok (pl. a cianoakrilát pillanatragasztó), a polivinil-acetát (fehér enyv vagy faenyv) stb.

## A ragasztás

### Előnyei
- Sokoldalúan használható, szinte minden technikailag alkalmazott anyagot köt mindenhez.
- Nem károsítja a kötés környezetében lévő anyagot (pl. nincs átmeneti zóna, mint amilyen a hegesztéseknél van).
- Bármilyen vastagságú, vastagságkülönbségű elemek összekötésére alkalmas.
- A ragasztóréteg tömít, véd a korróziótól.
- Rezgéscsillapító hatású.
- Összeillesztés után nem szükséges a kötési felülethez hozzáférni.
- Nem kell az anyagokat átfúrni, mint szegecselésnél, csavarozásnál.
- Kombinálható más kötésekkel.
- Nagy kötési felület valósítható meg.

### Hátrányai
- Időigényes, a ragasztó kötése akár 24 óráig is tarthat.
- A felület előkészítése nagy munkát igényel.
- Prések, fűtőelemek lehetnek szükségesek.
- Öregedésre hajlamos, érzékeny a környezeti hatásokra, magas hőmérsékletre.
- Fémek esetén a hegesztésnél kisebb szilárdságú.
- A ragasztással készült termék gyártásakor, használatakor, megsemmisítésekor az egészségre, a környezetre káros anyagok szabadulhatnak fel.